# Чернай, Игорь Львович
И́горь Льво́вич Черна́й (6 апреля 1931 — 1 февраля 2014) — российский археолог, историк, краевед, художник, музейный и общественный деятель города Бронницы Московской области. Кандидат искусствоведения. Исследователь Большой засечной черты Русского государства XVI—XVII веков, а также битвы на реке Воже 1378 года.

## Биография
Игорь Львович Чернай родился в селе Степановское (бывшего Бронницкого уезда) Московской области.
Отец — Лев Владимирович Чернай, из московской интеллигенции, бывший боевой офицер-артиллерист, участник Первой мировой войны, долго находился в германском плену. Позже участвовал в гражданской войне в составе Белой гвардии, затем перешёл на сторону красной армии, стал военспецом в РККА. Поселившись в дальнейшем в Подмосковье, стал агрономом, завёл своё хозяйство. Его жена Анна Сергеевна (мать Игоря Чёрная) была сельской учительницей, а после Великой Отечественной войны заведовала Бронницким РОНО. В 1944 году в боях под Кёнигсбергом в Восточной Пруссии погиб старший брат Игоря.
После войны семья поселилась в Бронницах на Московской улице, в деревянном здании старой школы, где тогда работала мать Игоря. С детства под влиянием отца увлёкшись рисованием, Игорь уже после окончания 4-х классов, учась в пятом, стал пытаться поступить в московские художественные училища. Некоторые время обучался в школе юных дарований.
В начале 1950-х поступил в Московское архитектурно-художественное училище, где освоил азы изобразительного искусства. После окончания школы был призван на срочную армейскую службу, на Северный флот. Пройдя подготовку на шифровальщика, Чернай в итоге служил художником-оформителем в Доме офицеров, где изготовлял декорации, стенды, плакаты. После пяти лет службы вернулся в Бронницы, поступил в Московский полиграфический институт на факультет графики и успешно окончил его, получив специальность художник-график.
Потом долгое время преподавал рисование и черчение в одной из городских школ, вёл изобразительный кружок в Доме пионеров. В 1960-х работал в 21 НИИИ, где руководил институтской типографией.
С 1973 года работал археологом в ряде московских научных организаций: в Государственном историческом музее и Институте археологии Академии наук СССР. 1970-е и 1980-е годы были самыми насыщенными в области археологической разведки. В процессе обширных научных изысканий Чернаю удалось осуществить целый ряд археологических исследований неподалёку от Бронниц — на Боршевском и Селецком городищах раннего железного века. Также неоднократно обследовал различные археологические памятники в Подмосковье и других областях Центральной России.
В 1984 году защитил диссертацию кандидата наук, посвящённую истокам древнего текстильного искусства в лесной полосе Восточной Европы.
Одной из самых важных и долговременных работ стало 30-летнее изучение Засечной Черты Русского государства XVI—XVII веков, сопровождавшееся натурным обследованием её сохранившихся остатков на местности и сопоставление полученных материалов с письменными источниками.
Умер 1 февраля 2014 года после тяжёлой продолжительной болезни. Похоронен на старой территории Бронницкого городского кладбища, рядом с женой.

## Основные работы

### Диссертация
- Чернай И. Л. Истоки текстильного искусства первобытного населения лесной и лесостепной зон РСФСР: Автореф. дис. … канд. искусствоведения / Моск. высш. худож. пром. училище. — М., 1983. — 25 с.

### Ежегодник «Археологические открытия»
- Фоломеев Б. А., Чернай И. Л. Работы в бассейне Средней Оки // Археологические открытия 1973 года. М.: Наука, 1974. С. 87—88.
- Крис X. И., Чернай И. Л. Раскопки городища Боршева-Московская // Археологические открытия 1974 года. М.: Наука, 1975. С. 65.
- Крис X. И., Фоломеев Б. А., Чернай И. Л. Работы второго отряда Московской экспедиции // Археологические открытия 1975 года. М.: Наука, 1976. С. 70.
- Крис X. И., Чернай И. Л., Фоломеев Б. А., Глазко М. П. Работы второго отряда Московской экспедиции // Археологические открытия 1976 года. М.: Наука, 1977. С. 56
- Фоломеев Б. А., Сорокин А. Н., Стогов В. Е., Трусов А. В., Фролов А. С., Челяпов В. П., Чернай И. Л. Разведка в бассейне Средней Оки // Археологические открытия 1976 года. — М.: Наука, 1977. — С. 76—77.
- Крис X. И., Чернай И. Л. Работы второго отряда Московской экспедиции // Археологические открытия 1977 года. М.: Наука, 1978. С. 68—69.
- Фоломеев Б. А., Стогов В. Е., Трусов А. В., Челяпов В. П., Чернай И. Л. Работы в бассейне средней Оки // Археологические открытия 1977 года. — М.: Наука, 1978. — С. 91—92.
- Крис X. И., Чернай И. Л. Раскопки Боршевского отряда Московской экспедиции // Археологические открытия 1978 года. М.: Наука, 1979. С. 69.
- Фоломеев Б. А., Гласко М. П., Свирина А. Б., Трусов А. В., Челяпов В. П., Чернай И. Л. Работы в бассейне средней Оки // Археологические открытия 1978 года. — М.: Наука, 1979. — С. 101—102.

### Сборник «Краткие сообщения Института археологии»
- Крис Х. И., Чернай И. Л. Городища дьякова типа Боршева и Селецкое // Ранний железный век (Краткие сообщения Института археологии. Вып. 162). М.: Наука, 1980. 128 с. Тираж 2300 экз.

### Журнал «Советская археология»
- Чернай И. Л. Пектораль из Селецкого городища: [Рамен. район Моск. обл.] // Советская археология. — 1980. — № 4. — С. 248—251.
- Чернай И. Л. Выработка текстиля у племён дьяковской культуры (по материалам Селецкого городища) // Советская археология. — 1981. — № 4. — С. 70—86.

### Другие издания
- Фоломеев Б. Л., Чернай И. Л. К вопросу о раннем ткачестве в лесной полосе Восточной Европы // История и культура Евразии по археологическим данным. — М., 1980. — (Труды ГИМ. Вып. 51). — С. 49—52.
- Крис Х. И., Чернай И. Л., Данильченко В. П. О раннем периоде дьяковских городищ // Древности Евразии в скифо-сарматское время: Сб. ст. / Под ред. А. И. Мелюкова. — М.: Наука, 1984. — С. 130—137.
- Чернай И. Л. Текстильное дело и керамика по материалам из памятников энеолита-бронзы Южного Зауралья и Северного Казахстана // Энеолит и бронзовый век Урало-Иртышского междуречья. — Челябинск: Изд. Башкир. университета, 1985. — С. 93—110. Архивировано 5 октября 2017 года.
- Чернай И. Л. Археологические памятники Рязанских засек // Научные чтения. Археология Рязанской земли: Тезисы докладов. — Рязань, 1988. — С. 35—37.
- Чернай И. Л. Оборонительные сооружения Рязанских Засек в свете новых археологических данных // Куликово поле: Материалы и исследования / Отв. ред. к.и.н. А. К. Зайцев; Рецензенты: д.и.н. Э. Г. Истомина, д.геогр.н. В. П. Гричук; Государственный Исторический музей. — М.: ГИМ, 1990. — С. 101—125. — (Труды Государственного ордена Ленина Исторического музея. Выпуск 73). — 1000 экз. — ISBN 5-7196-0882-6. (обл.)
- Чернай И. Л. Керамика и текстиль // Керамика как исторический источник (подходы и методы изучения): Тезисы докладов Всесоюзной научной археологической конференции 11-16 февраля 1991 г. — Свердловск-Куйбышев, 1991. — С. 35—38.
- Чернай И. Л. Макро- и микроструктура слепков с фактуры текстильной керамики // Финно-угры России. — Вып. 1. Памятники с ниточно-рябчатой керамикой. — Йошкар-Ола, 1993. — С. 35—48.
- Чернай И. Л., Шишлина Н. И. Текстиль из курганных погребений катакомбной культуры Калмыкии // Краеведческие чтения 20. — Ставрополь, 1998. — С. 128—130.
- Чернай И. Л. Текстиль и керамика как совокупность древних технологий // Н. И. Троицкий и современные исследования историко-культурного наследия Центральной России. Т. 1. Археология. — Тула, 2002. — С. 52—77. — ISBN 5-93869-019-6.
- Чернай И. Л. Натурное и археологическое изучение оборонительных сооружений Тульских засек в 1984—1992 г. // Н. И. Троицкий и современные исследования историко-культурного наследия Центральной России. Т. 1. Археология. — Тула, 2002. — С. 223—240.
- Чернай И. Л., Кренке Н. А. Текстильная керамика из памятников Камчатки в евразийском контексте // Краеведческие записки Камчатского областного краеведческого музея: Сборник. Вып. 12 / Отв. ред. А. К. Пономаренко. — Петропавловск-Камчатский, 2002. — С. 165—170.
- Чернай И. Л. К вопросу о локализации битвы на реке Воже // Битва на Воже — предтеча возрождения средневековой Руси: Сборник науч. статей / Отв. ред. Н. Н. Репин. — Рязань: Поверенный, 2004. — С. 257—282. — 500 экз. — ISBN 5-93550-044-2. (в пер.)
- Чернай И. Л. Памятники военной истории и археологии ближней округи Ясной Поляны // Верхнее Подонье : Природа. Археология. История : в 2-х т. / Гос. воен.-ист. и природ. музей-заповедник «Куликово поле», Тул. регион. отделение Всерос. обществ. организации ВООПИиК; отв. ред. А. Н. Наумов. — Тула, 2004. — Т. 1. — С. 224—242. — ISBN 5-93869-043-9.
- Чернай И. Л. Оборонительная система Рязанских засек по данным натурного изучения // Битва на Воже и Куликовское сражение (История и культура средневековой Руси): Материалы Всеросс. науч. конференции. Рязань, 7—10 сентября 2005 года / Отв. ред. П. В. Акульшин. — Рязань: Политех, 2006. — С. 179—210. — 500 экз. — ISBN 5-9699-0009-5. (обл.)
- Чернай И. Л. Ближняя и дальняя системы обороны г. Тулы времени засечной черты по данным натурного изучения // Верхнее Подонье : природа, археология, история / Гос. воен. — ист. и природ. музей-заповедник «Куликово поле», Тул. регион. отделение Всерос. обществ. организации ВООПИиК ; отв. ред. А. Н. Наумов. — Тула, 2007. — Вып. 2 : в 2-х т., т. 1. — С. 175—200. — ISBN 978-5-903587-03-2.
- Чернай И. Л. Система оборонительного пояса Засечной черты от Тулы до Крапивны и Одоева / И. Л. Чернай // Верхнее Подонье: Археология. История: сб. ст. / Гос. воен.-ист. и природ. музей-заповедник «Куликово поле», Тул. регион. отделение Всерос. обществ. организации ВООПИиК; отв. ред. А. Н. Наумов. — Тула, 2008. — Вып. 3. — С. 129—155. — ISBN 978-5-903587-03-2.
- Чернай И. Л. Локальные оборонительные сооружения времени Рязанских засек на древних дорогах Подмосковья // Оки связующая нить: Археология Среднего Поочья: Сборник материалов Второй региональной научно-практической конференции (Ступино, 18 февраля 2009 г.) / Ступинский историко-краеведческий музей. — Ступино, 2009. — С. 80—91. — 500 экз. — ISBN 978-5-380-00047-5. (обл.)
- Чернай И. Л. Научное наследие Виктора Павловича Челяпова в проблематике поздняковской культуры, в свете новых данных о сакральных знаках // Оки связующая нить: Археология Среднего Поочья: Сборник материалов IV региональной научно-практической конференции (Ступино, 4 марта 2011 г.) / Ступинский историко-краеведческий музей. — Ступино, 2011. — С. 149—160. — 500 экз. — ISBN 978-5-905529-03-0. (обл.)
- Чернай И. Л. Системы оберегов поволжских средневековых финнов и их окружения // Уваровские чтения — VII: Семья в традиционной культуре и современном мире: материалы всероссийской научной конференции. Муром. 29 апреля — 1 мая 2008 г. / Муромский историко-художественный музей; научн. редактор Ю. М. Смирнов. — Владимир: Транзит ИКС, 2011. — 385 с.: 49 ил., 36 табл. — Библиогр.: 1117 назв. — ISBN 978-5-8311-0531-5.
- Чернай И. Л. По древним дорогам Бронницкой земли (цикл статей); Бронницкие вятичи; Чур меня , пращур; Белый камень Подмосковья (избранные статьи, опубликованные в газете «Бронницкие новости») // Из истории Бронницкой земли. Вып. 2 : Сборник краеведческих работ / Сост. И. А. Сливка; МУК «Музей истории города Бронницы». — Бронницы: Издательство МУП «БНТВ», 2013. — С. 18—78. — 1000 экз. Архивировано 10 октября 2016 года.